# Mohamed Ibrahim Moustafa

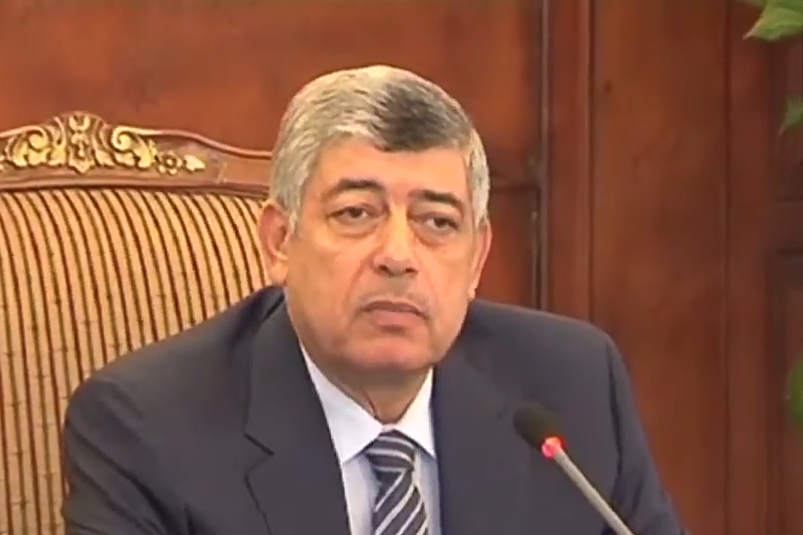
Mohamed Ibrahim en 2014.

Mohamed Ibrahim Moustafa, a menudo denominado simplemente como Mohamed Ibrahim (nacido en abril de 1953) es el ministro del Interior de Egipto, en el cargo desde enero de 2013.

## Carrera
Ibrahim ha trabajado para el Ministerio del Interior en varios papeles. En un momento él era un ministro asistente para el departamento de prisiones.
Sucedió a Ahmed Gamal El Din para tomar un lugar en el Consejo de Ministros Qandil en enero de 2013. Él atrajo la crítica después de la violencia de la policía contra las protestas en contra de Morsi en la sede principal de la Hermandad Musulmana en El Cairo.
Mohamed Ibrahim fue uno de los ministros que mantienen su lugar en el gabinete después del golpe militar de julio de 2013; fue renombrado al gabinete interino de Hazem El-Beblawi, formado más tarde en el mismo mes.